# 弗蘭克穆施維茨河 (羅德巴赫河支流)
50°22′49″N 11°32′03″E / 50.380279°N 11.534221°E
弗蘭克穆施維茨河是德國的河流，位於該國東南部，由巴伐利亞負責管轄，屬於羅德巴赫河的左支流，河道全長7.1公里，發源自施萊格爾，河口處在北哈爾本以東。